# Lenguas dené-yeniseicas
Las lenguas dené-yeniseas es una propuesta familia lingüística compuesta por las lenguas yeniseianas de Siberia y las lenguas na-dené de América del Norte. En cuanto sea completamente demostrada, será la primera relación lingüística entre América y Asia, después de las lenguas esquimo-siberianas.

## Investigación
Fue inicialmente propuesto por Alfredo Trombetti en 1923, luego por Merritt Ruhlen en 1998 y coincidentemente en el mismo año por Michael Fortescue.
Edward Vajda presentó en 2008 nueva evidencia de la relación entre estas lenguas que ha tenido una buena recepción entre algunos lingüistas reconocidos.
Lyle Campbell se muestra escéptico. Considera que Vajda es un lingüista serio y riguroso, pero considera que la evidencia léxica y morfológica es insuficiente, por lo que se requiere una profundización en las investigaciones antes de considerar demostrada la relación.
Una investigación publicada en 2014 ha aportado nuevas evidencias: Mark A. Sicoli y Gary Holton codificaron un conjunto de datos sobre características tipológicas de las lenguas na-dene y ket y probaron el ajuste entre los datos y las filogenias lingüísticas, obteniendo resultados que apoyan la hipótesis de una conexión dene-yeniseica y que sugieren una dispersión de la protolengua desde Beringia, tanto hacia Siberia, como hacia América.

## Propuesta
De acuerdo con la hipótesis de Vadja esta sería la familia dene-yeniseica
|  | Tlingit                                                      |
|  |                                                              |
|  | \| \| Eyak \| \| \| \| \| \| Lenguas atabascanas \| \| \| \| |
|  |                                                              |
|  | Eyak                                                         |
|  |                                                              |
|  | Lenguas atabascanas                                          |
|  |                                                              |

|  | Eyak                |
|  |                     |
|  | Lenguas atabascanas |
|  |                     |

|  | Tlingit                                                      |
|  |                                                              |
|  | \| \| Eyak \| \| \| \| \| \| Lenguas atabascanas \| \| \| \| |
|  |                                                              |
|  | Eyak                                                         |
|  |                                                              |
|  | Lenguas atabascanas                                          |
|  |                                                              |

|  | Eyak                |
|  |                     |
|  | Lenguas atabascanas |
|  |                     |

No se encontró una conexión con el idioma haida ni se ha reforzado la hipótesis dené-caucásica.
Para Sicoli y Hilton las lenguas ket y las de la costa pacífica norteamericana, antes de separarse entre ellas, se habrían separado primero de las del interior de Alaska y Norteamérica:
|  | Lenguas yeniseicas           |
|  |                              |
|  | Tlingit - Eyak               |
|  |                              |
|  | Lenguas na-dené del Pacífico |
|  |                              |

|  | Lenguas na-dené del Interior |
|  |                              |

|  | Lenguas yeniseicas           |
|  |                              |
|  | Tlingit - Eyak               |
|  |                              |
|  | Lenguas na-dené del Pacífico |
|  |                              |

|  | Lenguas na-dené del Interior |
|  |                              |

## Comparación léxica
Los numerales para diferentes lenguas dené-yeniseicas son:
| GLOSA | Atabascano      | Atabascano         | Atabascano    | Atabascano        | Eyak        | Tlingit      | PROTO- YENISEI |
| GLOSA | PROTO- BAB.-CAR | PROTO- PAC.-OREGÓN | PROTO- APACHE | PROTO- ATABASCANO | Eyak        | Tlingit      | PROTO- YENISEI |
| ----- | --------------- | ------------------ | ------------- | ----------------- | ----------- | ------------ | -------------- |
| '1'   | *ĩtɬah          | *ɬaː-              | *táɬaʼáí      | *tɬah-            | tɬ͡inhɢ-ih   | tɬʰéːxʼ      | *χūča          |
| '2'   | *nanki          | *naːxi             | *náˑʔki       | *naˑk’i           | la’d-ih     | téːχ         | *xɨna          |
| '3'   | *taq’i          | *taːɣi             | *táˑʔgi       | *taq’i            | t’uhtɬ͡ga’   | nʌ́sʼk        | *doʔŋa         |
| '4'   | *tink’e         | *t’ənʧi            | *dɪ́ˑŋgi       | *t’ink’i          | qAlahqa’ga’ | taːxʼúːn     | *sika          |
| '5'   | *s-kʷənlai      | *ʂxoːɬaʔ           | *ašdlaʼi      |                   | ʧ’aːn’-ih   | kʰeːʧɪ́n      | *qäka          |
| '6'   | *(i)ɬkə-taq’i   | *k’wostʰaːni       | *gostáˑn      | *k’ostaˑni        | ʦi’iːn      | tɬʰeːtuːʃʊ́   | *ʔaχʌ          |
| '7'   |                 | *sʧet’e            | *gostsʼidi    |                   | la’diʦ’iːn  | tʌχʔʌtuːʃʊ́   | *ʔoʔn          |
| '8'   | *(i)ɬkə-tink’e  | *nahkantu          | *tsáˑʔpi      |                   | q’adiʦ’iːn  | nʌsʼkʔʌtuːʃʊ́ |                |
| '9'   |                 | *ɬanti             | *ngostʼáí     |                   | guʦ’dæ:     | kuːʃʊ́q       |                |
| '10'  | *hwonize(?)     | *kweneza(n)        | *goneˑznáˑn   | *qʷonezna         | dAɢa:q’     | ʧɪnkaːt      | *χɔɢa          |

## Relaciones recientes
En los últimos años se ha propiciado el encuentro entre ambos pueblos.